# Kåbdalisvare
Kåbdalisvare är ett naturreservat i Jokkmokks kommun i Norrbottens län.
Området är naturskyddat sedan 2013 och är 1,5 kvadratkilometer stort. Reservatet omfattar nordsluttningen på berget Kåbdalisvare med flera små tjärnar, myrar och åsar. Reservatet består av gammal, urskogsartad blandbarrskog. 